# Marcel Granollers
Marcel Granollers Pujol (Barcelona, España, 12 de abril de 1986) es un tenista profesional español. Su mejor posición en el ranking individual de la ATP fue el N.º 19, conseguido el 23 de julio de 2012, y en dobles el N.° 1, logrado el 6 de mayo de 2024. 
Marcel ha ganado un título de la serie ATP 500, tres de ATP 250, y cuatro ATP Challenger en individuales. 
La característica más destacable de su juego es quizás su volea. Es un jugador alto que aprovecha su estatura y cubre la red muy bien, además de contar con unos grandes reflejos. Desde el fondo su mejor golpe es probablemente el revés.
Formó parte del equipo español en la Copa Davis de 2008 en la final disputada contra Argentina en Mar del Plata,  y en la final de 2012 frente a la República Checa en el O2 Arena de Praga.

## Trayectoria deportiva

#### 2023: semifinalista del Abierto de Australia, Roland Garros y de los Masters de Roma y Canadá, finalista de Wimbendom y de las ATP Finals
Su pareja de dobles durante la temporada es el argentino Horacio Zeballos.
Son semifinalistas del Torneo de Auckland perdiendo 7-6, 7-6 contra Jackson Withrow y Nathaniel Lammons.
En el Abierto de Australia son semifinalistas perdiendo 6-4, 6-2 contra los locales Rinky Hijikata y Jason Kubler. En las rondas previas vencen a Sebastián Báez y Luis David Martínez (4-6, 2-6), Marcelo Demoliner y Andrea Vavassori (6-3, 6-7, 2-6), Raven Klaasen y Lloyd Harris (1-6, 6-7) y John Peers y Andreas Mies (4-6, 7-6, 2-6).
En el Masters de Indian Wells pierden en primera ronda 6-3, 6-4 contra Jamie Murray y Michael Venus. En el Masters de Miami vuelven a perder en primera ronda 7-6, 7-6 contra Édouard Roger-Vasselin y Santiago González.
En el Masters de Montecarlo pierde su primer partido 6-3, 1-6, 11-9 contra Jannik Sinner y Diego Schwartzman. En el Masters de Madrid vuelve a perder de primeras contra los rusos Andréi Rubliov y Karén Jachánov (6-3, 4-6, 7-10).
Son semifinalistas del Masters de Roma perdiendo 6-3, 7-5 contra Jan Zieliński y Hugo Nys.
Son finalistas del Torneo de Ginebra perdiendo 6-7, 6-7 contra Jamie Murray y Michael Venus.
En Roland Garros son semifinalista perdiendo 3-6, 6-7 contra Austin Krajicek e Ivan Dodig. En las rondas previas vencen a Bart Stevens y Tallon Griekspoor (6-2, 6-3), Fabio Fognini y Simone Bolelli (6-0, 6-3), John Peers y Marcelo Melo (6-2, 6-3), Neal Skupski y Wesley Koolhof (3-6, 6-7).
En Wimbledon son finalistas perdiendo el último partido ante Wesley Koolhof y Neal Skupski (6-4, 6-4). Previamente ganan a Robert Farah y Juan Sebastián Cabal (6-7, 7-6, 7-6), Luca Van Assche y Arthur Fils (7-6, 6-7, 6-4), Robert Galloway y Lloyd Harris (7-6, 7-6), Nathaniel Lammons y Jackson Withrow (4-6, 5-7), Tim Puetz y Kevin Krawietz (4-6, 3-6).
Son semifinalistas del Masters de Canadá perdiendo 3-6, 6-3, 5-10 contra Jean-Julien Rojer y Marcelo Arévalo. En el Masters de Cincinnati pierden en primera ronda.
En el Abierto de Estados Unidos vence en primera ronda 4-6, 4-6 a Zhang Zhizhen y Daniel Elahi Galán, en segunda ronda vencen 5-7, 4-6 a Miomir Kecmanović y Lloyd Harris, pierden en tercera ronda 7-6, 4-6, 6-4 contra Nicolas Mahut y Pierre-Hugues Herbert.
En el Torneo de Pekín pierden en cuartos de final y en el Masters de Shanghái son campeones al vencer 5-7, 6-2, 10-7 en la final a Rohan Bopanna y Matthew Ebden.
En el Masters de París pierden en cuartos de final contra Matthew Ebden y Rohan Bopanna (6-3, 6-2).
Se clasifican para las ATP Finals de Turín donde consiguen llegar a la final perdiendo 3-6, 4-6 contra Rajeev Ram y Joe Salisbury.

#### 2024: campeón del Masters de Roma y de Canadá, semifinalista de Roland Garros y de Wimbledon, número 1 del mundo y clasificado para las ATP Finals
Su pareja de dobles durante la temporada es  el argentino Horacio Zeballos.
Empiezan la temporada siendo finalistas del Torneo de Auckland donde pierden 3-6, 7-6, 7-10 contra Wesley Koolhof y Nikola Mektić. 
En el Abierto de Australia vencen en primera ronda a Evan King y Reese Stalder (6-3, 7-6) y en segunda ronda a Andreas Mies y John-Patrick Smith (6-4, 6-4). Pierden en tercera ronda ante Dominik Koepfer y Yannick Hanfmann (6-7, 7-6, 4-6). 
Son finalistas del Torneo de Buenos Aires perdiendo 2-6, 6-7 ante Simone Bolelli y Andrea Vavassori.
Son finalistas del Masters de Indian Wells perdiendo 6-7, 6-7 ante Nikola Mektić y Wesley Koolhof. 
En el Masters de Miami son semifinalistas perdiendo 6-1, 6-4 ante Matthew Ebden y Rohan Bopanna. También son semifinalistas del Masters de Montecarlo cayendo 5-7, 4-6 ante Joran Vliegen y Sander Gillé.
En el Torneo Conde Godó de Barcelona pierden en cuartos de final. Son semifinalistas de Masters de Madrid teniendo que retirarse antes de disputar el partido por lesión del argentino. 
Son los campeones del Masters de Roma imponiéndose en la final 6-2, 6-2 a Mate Pavić y Marcelo Arévalo.
En mayo alcanzan las posición número 1 del ranking. 
En Roland Garros son semifinalistas perdiendo 6-3, 4-6, 5-7 ante Marcelo Arévalo y Mate Pavić. En las rondas anteriores vencen a las parejas formadas por Fabrice Martin y Adrian Mannarino (6-2, 6-2), Lucas Miedler y Alexander Erler (7-6, 6-2), Jan Zieliński y Hugo Nys (6-2, 6-1), Zhang Zhizhen y Tomáš Macháč (6-4, 6-1).
En Wimbledon vuelven a ser semifinalistas cayendo 4-6, 4-6 ante Jordan Thompson y Max Purcell. En las rondas previas vencen a Thiago Monteiro y Thiago Seyboth Wild (6-2, 6-3), Skander Mansouri y Nicolas Mahut que se retiran, Dustin Brown y Sebastián Báez (6-3, 6-3), Tim Puetz y Kevin Krawietz (6-4, 7-6).
Marcel participa en los Juegos Olímpicos de París en el cuadro de dobles masculinos junto a Pablo Carreño y en el cuadro de dobles mixtos junto a Sara Sorribes.
En dobles masculinos vencen en primera ronda a los italianos Simone Bolelli y Andrea Vavassori (6-2, 6-7, 7-10) y pierden en segunda ronda frente a los australianos Matthew Ebden y John Peers (2-6, 5-7). En dobles mixtos pierden en primera ronda frente a los australianos Ellen Perez y Matthew Ebden (3-6, 4-6).
Compitiendo de nuevo con Zeballos, son campeones del Masters de Canadá venciendo 6-2, 7-6 a Rajeev Ram y Joe Salisbury.
En el Masters de Cincinnati son semifinalistas perdiendo 6-7, 6-7 ante Alex Michelsen y Mackenzie McDonald.
En el Abierto de Estados Unidos vencen en primera ronda a Camilo Ugo Carabelli y Francisco Cerúndolo (6-4, 6-2), en segunda ronda a Matwé Middelkoop y Alexander Erler (6-3, 7-6) y en octavos de final a Yuki Bhambri y Albano Olivetti (6-2, 6-2). Pierden en cuartos de final 6-7, 4-6 frente a Max Purcell y Jordan Thompson.
En el Masters de Shanghái pierden en octavos de final 7-6, 4-6, 6-10 contra Jamie Murray y John Peers y en el Masters de París pierden en la misma ronda 4-6, 6-7 ante Neal Skupski y Michael Venus.
Se clasifican para las ATP Finals de Turín perdiendo los tres partidos de la fase de grupos ante Harri Heliövaara y Henry Patten (6-7, 4-6), Nikola Mektić y Wesley Koolhof (6-4, 6-7, 8-10) y Max Purcell y Jordan Thompson (6-7, 3-6).
Finaliza la temporada como el número 4 del ranking ATP.
Es convocado por David Ferrer para disputar las finales de la Copa Davis en Málaga junto a Carlos Alcaraz, Pedro Martinez, Roberto Bautista y Rafa Nadal (siendo además la despedida oficial de este último). No logran pasar de los cuartos de final.

## Torneos de Grand Slam

### Dobles

#### Títulos (1)
| Año  | Torneo        | Pareja           | Oponentes en la final      | Resultado        |
| 2025 | Roland Garros | Horacio Zeballos | Joe Salisbury Neal Skupski | 6-0, 6-7(5), 7-5 |

#### Finalista (5)
| Año  | Torneo             | Pareja           | Oponentes en la final                   | Resultado             |
| 2014 | Roland Garros      | Marc López       | Julien Benneteau Édouard Roger-Vasselin | 3-6, 6-7(1)           |
| 2014 | Abierto de EE. UU. | Marc López       | Bob Bryan Mike Bryan                    | 3-6, 4-6              |
| 2019 | Abierto de EE. UU. | Horacio Zeballos | Juan Sebastián Cabal Robert Farah       | 4-6, 5-7              |
| 2021 | Wimbledon          | Horacio Zeballos | Nikola Mektić Mate Pavić                | 4-6, 6-7(4), 6-2, 5-7 |
| 2023 | Wimbledon          | Horacio Zeballos | Wesley Koolhof Neal Skupski             | 4-6, 4-6              |

## Títulos ATP (34; 4+30)

### Individual (4)
| Leyenda                   |
| Grand Slam (0)            |
| ATP World Tour Finals (0) |
| ATP Masters 1000 (0)      |
| ATP World Tour 500 (1)    |
| ATP World Tour 250 (3)    |

| N.º | Fecha                  | Torneo    | Superficie    | Oponente en la final | Resultado        |
| --- | ---------------------- | --------- | ------------- | -------------------- | ---------------- |
| 1.  | 20 de abril de 2008    | Houston   | Tierra batida | James Blake          | 6-4, 1-6, 7-5    |
| 2.  | 31 de julio de 2011    | Gstaad    | Tierra batida | Fernando Verdasco    | 6-4, 3-6, 6-3    |
| 3.  | 6 de noviembre de 2011 | Valencia  | Dura (i)      | Juan Mónaco          | 6-2, 4-6, 7-6(3) |
| 4.  | 3 de agosto de 2013    | Kitzbühel | Tierra batida | Juan Mónaco          | 0-6, 7-6(4), 6-4 |

#### Finalista (3)
| N.º | Fecha                  | Torneo     | Superficie    | Oponente en la final   | Resultado     |
| --- | ---------------------- | ---------- | ------------- | ---------------------- | ------------- |
| 1.  | 7 de noviembre de 2010 | Valencia   | Dura (i)      | David Ferrer           | 5-7, 3-6      |
| 2.  | 15 de julio de 2012    | Umag       | Tierra batida | Marin Čilić            | 4-6, 2-6      |
| 3.  | 13 de abril de 2014    | Casablanca | Tierra batida | Guillermo García López | 7-5, 4-6, 3-6 |

### Dobles (30)
| Leyenda                   |
| Grand Slam (1)            |
| ATP World Tour Finals (1) |
| ATP Masters 1000 (10)     |
| ATP World Tour 500 (6)    |
| ATP World Tour 250 (12)   |

| N.º | Fecha                    | Torneo                | Superficie    | Pareja            | Oponentes en la final                     | Resultado             |
| --- | ------------------------ | --------------------- | ------------- | ----------------- | ----------------------------------------- | --------------------- |
| 1.  | 15 de febrero de 2009    | Costa do Sauipe       | Tierra batida | Tommy Robredo     | Juan Mónaco Lucas Arnold Ker              | 6-4, 7-5              |
| 2.  | 22 de febrero de 2009    | Buenos Aires          | Tierra batida | Alberto Martín    | Nicolás Almagro Santiago Ventura          | 6-3, 5-7, [10-8]      |
| 3.  | 19 de octubre de 2009    | Moscú                 | Dura (i)      | Pablo Cuevas      | Frantisek Cermak Michal Mertinak          | 4-6, 7-5, [10-8]      |
| 4.  | 10 de enero de 2010      | Chennai               | Dura          | Santiago Ventura  | Yen-Hsun Lu Janko Tipsarević              | 7-5, 6-2              |
| 5.  | 14 de febrero de 2010    | Costa do Sauipe       | Tierra batida | Pablo Cuevas      | Łukasz Kubot Oliver Marach                | 7-5 6-4               |
| 6.  | 15 de enero de 2011      | Auckland              | Dura          | Tommy Robredo     | Johan Brunström Stephen Huss              | 6-4, 7-6(6)           |
| 7.  | 20 de mayo de 2012       | Roma                  | Tierra batida | Marc López        | Łukasz Kubot Janko Tipsarević             | 6-3, 6-2              |
| 8.  | 22 de julio de 2012      | Gstaad                | Tierra batida | Marc López        | Robert Farah Santiago Giraldo             | 6-4, 7-6(9)           |
| 9.  | 12 de noviembre de 2012  | ATP World Tour Finals | Dura (i)      | Marc López        | Mahesh Bhupathi Rohan Bopanna             | 7-5, 3-6, [10-3]      |
| 10. | 16 de febrero de 2014    | Buenos Aires          | Tierra batida | Marc López        | Pablo Cuevas Horacio Zeballos             | 7-5, 6-4              |
| 11. | 17 de julio de 2016      | Bastad                | Tierra batida | David Marrero     | Marcus Daniell Marcelo Demoliner          | 6-2, 6-3              |
| 12. | 9 de octubre de 2016     | Tokio                 | Dura          | Marcin Matkowski  | Raven Klaasen Rajeev Ram                  | 6-2, 7-6(4)           |
| 13. | 30 de octubre de 2016    | Basilea               | Dura (i)      | Jack Sock         | Robert Lindstedt Michael Venus            | 6-3, 6-4              |
| 14. | 19 de febrero de 2017    | Róterdam              | Dura (i)      | Ivan Dodig        | Wesley Koolhof Matwé Middelkoop           | 7-6(5), 6-3           |
| 15. | 29 de octubre de 2017    | Basilea               | Dura (i)      | Ivan Dodig        | Fabrice Martin Édouard Roger-Vasselin     | 7-5, 7-6(6)           |
| 16. | 4 de noviembre de 2018   | París                 | Dura (i)      | Rajeev Ram        | Jean-Julien Rojer Horia Tecău             | 6-4, 6-4              |
| 17. | 21 de julio de 2019      | Newport               | Hierba        | Sergiy Stakhovsky | Marcelo Arévalo Miguel Ángel Reyes Varela | 6-7(10), 6-4, [13-11] |
| 18. | 11 de agosto de 2019     | Montreal              | Dura          | Horacio Zeballos  | Wesley Koolhof Robin Haase                | 7-5, 7-5              |
| 19. | 16 de febrero de 2020    | Buenos Aires          | Tierra batida | Horacio Zeballos  | Guillermo Durán Juan Ignacio Lóndero      | 6-4, 5-7, [18-16]     |
| 20. | 23 de febrero de 2020    | Río de Janeiro        | Tierra batida | Horacio Zeballos  | Salvatore Caruso Federico Gaio            | 6-4, 5-7, [10-7]      |
| 21. | 20 de septiembre de 2020 | Roma                  | Tierra batida | Horacio Zeballos  | Jérémy Chardy Fabrice Martin              | 6-4, 5-7, [10-8]      |
| 22. | 9 de mayo de 2021        | Madrid                | Tierra batida | Horacio Zeballos  | Mate Pavić Nikola Mektić                  | 1-6, 6-3, [10-8]      |
| 23. | 22 de agosto de 2021     | Cincinnati            | Dura          | Horacio Zeballos  | Steve Johnson Austin Krajicek             | 7-6(5), 7-6(5)        |
| 24. | 19 de junio de 2022      | Halle                 | Hierba        | Horacio Zeballos  | Michael Venus Tim Puetz                   | 6-4, 6-7(5), [14-12]  |
| 25. | 15 de octubre de 2023    | Shanghái              | Dura          | Horacio Zeballos  | Rohan Bopanna Matthew Ebden               | 5-7, 6-2, [10-7]      |
| 26. | 19 de mayo de 2024       | Roma                  | Tierra batida | Horacio Zeballos  | Marcelo Arévalo Mate Pavić                | 6-2, 6-2              |
| 27. | 12 de agosto de 2024     | Montreal              | Dura          | Horacio Zeballos  | Rajeev Ram Joe Salisbury                  | 6-2, 7-6(4)           |
| 28. | 6 de abril de 2025       | Bucarest              | Tierra batida | Horacio Zeballos  | Jakob Schnaitter Mark Wallner             | 7-6(3), 6-4           |
| 29. | 3 de mayo de 2025        | Madrid                | Tierra batida | Horacio Zeballos  | Marcelo Arévalo Nikola Mektić             | 6-4, 6-4              |
| 30. | 7 de junio de 2025       | Roland Garros         | Tierra batida | Horacio Zeballos  | Joe Salisbury Neal Skupski                | 6-0, 6-7(5), 7-5      |

#### Finalista (29)
| N.º | Fecha                    | Torneo                | Superficie    | Pareja           | Oponentes en la final                   | Resultado             |
| --- | ------------------------ | --------------------- | ------------- | ---------------- | --------------------------------------- | --------------------- |
| 1.  | 14 de abril de 2008      | Houston               | Tierra batida | Pablo Cuevas     | Ernests Gulbis Rainer Schuettler        | 5-7, 6-7(3)           |
| 2.  | 8 de noviembre de 2009   | Valencia              | Dura (i)      | Tommy Robredo    | František Čermák Michal Mertinak        | 4-6, 3-6              |
| 3.  | 15 de noviembre de 2009  | París                 | Dura (i)      | Tommy Robredo    | Daniel Nestor Nenad Zimonjic            | 3-6, 4-6              |
| 4.  | 9 de mayo de 2010        | Estoril               | Dura          | Pablo Cuevas     | Marc López David Marrero                | 7-6(1), 4-6, [4-10]   |
| 5.  | 26 de septiembre de 2010 | Bucarest              | Tierra batida | Santiago Ventura | Juan Ignacio Chela Łukasz Kubot         | 2-6, 7-5, [11-13]     |
| 6.  | 6 de febrero de 2011     | Zagreb                | Dura (i)      | Marc López       | Dick Norman Horia Tecău                 | 3-6, 4-6              |
| 7.  | 16 de julio de 2011      | Stuttgart             | Tierra batida | Marc López       | Jürgen Melzer Philipp Petzschner        | 3-6, 4-6              |
| 8.  | 3 de marzo de 2012       | Acapulco              | Tierra batida | Marc López       | David Marrero Fernando Verdasco         | 3-6, 4-6              |
| 9.  | 29 de abril de 2012      | Barcelona             | Tierra batida | Marc López       | Mariusz Fyrstenberg Marcin Matkowski    | 6-2, 6-7(7), [8-10]   |
| 10. | 14 de julio de 2012      | Umag                  | Tierra batida | Marc López       | David Marrero Fernando Verdasco         | 3-6, 6-7(4)           |
| 11. | 12 de agosto de 2012     | Toronto               | Dura          | Marc López       | Bob Bryan Mike Bryan                    | 1-6, 6-4, [10-12]     |
| 12. | 18 de agosto de 2013     | Cincinnati            | Dura          | Marc López       | Bob Bryan Mike Bryan                    | 4-6, 6-4, [4-10]      |
| 13. | 7 de junio de 2014       | Roland Garros         | Tierra batida | Marc López       | Julien Benneteau Édouard Roger-Vasselin | 3–6, 6–7(1)           |
| 14. | 7 de septiembre de 2014  | Abierto de EE.UU      | Dura          | Marc López       | Bob Bryan Mike Bryan                    | 3–6, 4–6              |
| 15. | 17 de mayo de 2015       | Roma                  | Tierra batida | Marc López       | Pablo Cuevas David Marrero              | 4-6, 5-7              |
| 16. | 24 de abril de 2016      | Barcelona             | Tierra batida | Pablo Cuevas     | Bob Bryan Mike Bryan                    | 5-7, 5-7              |
| 17. | 15 de abril de 2017      | Marrakech             | Tierra batida | Marc López       | Dominic Inglot Mate Pavić               | 4-6, 6-2, [9-11]      |
| 18. | 21 de mayo de 2017       | Roma                  | Tierra batida | Ivan Dodig       | Pierre-Hugues Herbert Nicolas Mahut     | 6-4, 4-6, [3-10]      |
| 19. | 5 de noviembre de 2017   | París                 | Dura (i)      | Ivan Dodig       | Łukasz Kubot Marcelo Melo               | 6–7(3), 6–3, [6–10]   |
| 20. | 6 de septiembre de 2019  | Abierto de EE.UU.     | Dura          | Horacio Zeballos | Juan Sebastián Cabal Robert Farah       | 4-6, 5-7              |
| 21. | 13 de septiembre de 2020 | Kitzbühel             | Tierra batida | Horacio Zeballos | Austin Krajicek Franko Škugor           | 6-7(5), 5-7           |
| 22. | 20 de marzo de 2021      | Acapulco              | Dura          | Horacio Zeballos | Ken Skupski Neal Skupski                | 6-7(3), 4-6           |
| 23. | 10 de julio de 2021      | Wimbledon             | Hierba        | Horacio Zeballos | Nikola Mektić Mate Pavić                | 4-6, 6-7(4), 6-2, 5-7 |
| 24. | 27 de mayo de 2023       | Ginebra               | Tierra batida | Horacio Zeballos | Jamie Murray Michael Venus              | 6-7(6), 6-7(3)        |
| 25. | 15 de julio de 2023      | Wimbledon             | Hierba        | Horacio Zeballos | Wesley Koolhof Neal Skupski             | 4-6, 4-6              |
| 26. | 19 de noviembre de 2023  | ATP World Tour Finals | Dura (i)      | Horacio Zeballos | Rajeev Ram Joe Salisbury                | 3-6, 4-6              |
| 27. | 13 de enero de 2024      | Auckland              | Dura          | Horacio Zeballos | Wesley Koolhof Nikola Mektić            | 3-6, 7-6(5), [7-10]   |
| 28. | 18 de febrero de 2024    | Buenos Aires          | Tierra batida | Horacio Zeballos | Simone Bolelli Andrea Vavassori         | 2-6, 6-7(6)           |
| 29. | 15 de marzo de 2024      | Indian Wells          | Dura          | Horacio Zeballos | Wesley Koolhof Nikola Mektić            | 6-7(2), 6-7(4)        |

### Clasificación en torneos del Grand Slam
| Torneo                | 2005 | 2006 | 2007 | 2008 | 2009 | 2010 | 2011 | 2012 | 2013 | 2014 | 2015 | 2016 | G-P  | Títulos |
| --------------------- | ---- | ---- | ---- | ---- | ---- | ---- | ---- | ---- | ---- | ---- | ---- | ---- | ---- | ------- |
| Australian Open       | -    | -    | -    | 1r   | 2r   | 2r   | 1r   | 2r   | 2r   | 1r   | 2r   | 2r   | 5-8  | 0       |
| Roland Garros         | -    | -    | -    | 2r   | 1r   | 2r   | 2r   | 4r   | 1r   | 4r   | 2r   | 4r   | 10-8 | 0       |
| Wimbledon             | -    | 1r   | -    | 1r   | 2r   | 2r   | 1r   | 1r   | 1r   | 2r   | 2r   |      | 4-9  | 0       |
| US Open               | -    | -    | -    | 1r   | 2r   | 2r   | 3r   | 2r   | 4r   | 3r   | 2r   |      | 10-7 | 0       |
| ATP World Tour Finals | -    | -    | -    | -    | -    | -    | -    | -    | -    | -    | -    |      | 0-0  | 0       |

## Challengers (7)
| N.º | Fecha                 | Torneo      | Superficie    | Oponente en la final | Resultado   |
| --- | --------------------- | ----------- | ------------- | -------------------- | ----------- |
| 1.  | 9 de octubre de 2006  | Barcelona   | Tierra batida | Óscar Hernández      | 6-4 6-1     |
| 2.  | 10 de marzo de 2008   | Tánger      | Tierra batida | Daniel Gimeno-Traver | 6-4 6-4     |
| 3.  | 10 de octubre de 2010 | Tarragona   | Tierra batida | Jaroslav Pospisil    | 1-6 7-5 6-0 |
| 4.  | 20 de marzo de 2016   | Irving      | Dura          | Aljaž Bedene         | 6-1 6-1     |
| 5.  | 7 de enero de 2018    | Bangkok     | Dura          | Mats Moraing         | 3-6 6-3 7-5 |
| 6.  | 14 de enero de 2018   | Bangkok 1-A | Dura          | Enrique López Pérez  | 4-6 6-2 6-0 |
| 7.  | 12 de enero de 2019   | Da Nang     | Dura          | Matteo Viola         | 6-2 6-0     |

## Copa Davis

### Ganados (3)
| Copa Davis 2008 | Rafael Nadal David Ferrer Feliciano López Fernando Verdasco Tommy Robredo Nicolás Almagro Marcel Granollers | 1R: 0-5 CF: 1-4 SF: 4-1 FN: 1-3         |
| Copa Davis 2011 | Rafael Nadal David Ferrer Feliciano López Fernando Verdasco Marcel Granollers                               | 1R: 1-4 CF: 1-3 SF: 4-1 FN: 3-1         |
| Copa Davis 2019 | Rafael Nadal Feliciano López Marcel Granollers Pablo Carreño Roberto Bautista                               | RR: 2-1 RR: 3-0 CF: 2-1 SF: 2-1 FN: 2-0 |

Nota: En la Copa Davis del año 2008 fue convocado en la final, pero no llegó a jugar ninguna eliminatoria ese año.

## Torneos disputados por año

### Dobles masculinos

#### 2024
| N.º | Fecha                   | Compañero        | Torneo                    | Categoría        | Superficie    | Ronda |
| --- | ----------------------- | ---------------- | ------------------------- | ---------------- | ------------- | ----- |
| 1   | 12 de enero de 2024     | Horacio Zeballos | Auckland                  | ATP 250          | Dura          | F     |
| 2   | 22 de enero de 2024     | Horacio Zeballos | Abierto de Australia      | Grand Slam       | Dura          | 3R    |
| 3   | 18 de febrero de 2024   | Horacio Zeballos | Buenos Aires              | ATP 250          | Tierra batida | F     |
| 4   | 21 de febrero de 2024   | Horacio Zeballos | Río de Janeiro            | ATP 500          | Tierra batida | OF    |
| 5   | 15 de marzo de 2024     | Horacio Zeballos | Indian Wells              | ATP 1000         | Dura          | F     |
| 6   | 28 de marzo de 2024     | Horacio Zeballos | Miami                     | ATP 1000         | Dura          | SF    |
| 7   | 13 de abril de 2024     | Horacio Zeballos | Montecarlo                | ATP 1000         | Tierra batida | SF    |
| 8   | 19 de abril de 2024     | Horacio Zeballos | Barcelona                 | ATP 500          | Tierra batida | CF    |
| 9   | 3 de mayo de 2024       | Horacio Zeballos | Madrid                    | ATP 1000         | Tierra batida | SF    |
| 10  | 19 de mayo de 2024      | Horacio Zeballos | Roma                      | ATP 1000         | Tierra batida | G     |
| 11  | 7 de junio de 2024      | Horacio Zeballos | Roland Garros             | Grand Slam       | Tierra batida | SF    |
| 12  | 11 de julio de 2024     | Horacio Zeballos | Wimbledon                 | Grand Slam       | Hierba        | SF    |
| 13  | 30 de julio de 2024     | Pablo Carreño    | París                     | Juegos Olímpicos | Tierra batida | 2R    |
| 14  | 12 de agosto de 2024    | Horacio Zeballos | Canadá                    | ATP 1000         | Dura          | G     |
| 15  | 18 de agosto de 2024    | Horacio Zeballos | Cincinnati                | ATP 1000         | Dura          | SF    |
| 16  | 3 de septiembre de 2024 | Horacio Zeballos | Abierto de Estados Unidos | Grand Slam       | Dura          | CF    |
| 17  | 9 de octubre de 2024    | Horacio Zeballos | Shanghai                  | ATP 1000         | Dura          | OF    |
| 18  | 31 de octubre de 2024   | Horacio Zeballos | París                     | ATP 1000         | Dura          | OF    |
| 19  | 14 de noviembre de 2024 | Horacio Zeballos | Turín                     | ATP Finals       | Dura          | FG    |

#### 2023
| N.º | Fecha                   | Compañero        | Torneo                    | Categoría  | Superficie    | Ronda |
| --- | ----------------------- | ---------------- | ------------------------- | ---------- | ------------- | ----- |
| 1   | 13 de enero de 2023     | Horacio Zeballos | Auckland                  | ATP 250    | Dura          | SF    |
| 2   | 26 de enero de 2023     | Horacio Zeballos | Abierto de Australia      | Grand Slam | Dura          | SF    |
| 3   | 15 de febrero de 2023   | Horacio Zeballos | Buenos Aires              | ATP 250    | Tierra batida | OF    |
| 4   | 10 de marzo de 2023     | Horacio Zeballos | Indian Wells              | ATP 1000   | Dura          | R32   |
| 5   | 25 de marzo de 2023     | Horacio Zeballos | Miami                     | ATP 1000   | Dura          | R32   |
| 6   | 4 de abril de 2023      | Matwé Middelkoop | Marrakech                 | ATP 250    | Tierra batida | OF    |
| 7   | 9 de abril de 2023      | Horacio Zeballos | Montecarlo                | ATP 1000   | Tierra batida | R32   |
| 8   | 19 de abril de 2023     | Simone Bolelli   | Barcelona                 | ATP 500    | Tierra batida | OF    |
| 9   | 29 de abril de 2023     | Horacio Zeballos | Madrid                    | ATP 1000   | Tierra batida | R32   |
| 10  | 4 de mayo de 2023       | Horacio Zeballos | Aix-en-Provence           | Challenger | Tierra batida | CF    |
| 11  | 19 de mayo de 2023      | Horacio Zeballos | Roma                      | ATP 1000   | Tierra batida | SF    |
| 12  | 27 de mayo de 2023      | Horacio Zeballos | Ginebra                   | ATP 250    | Tierra batida | F     |
| 13  | 8 de junio de 2023      | Horacio Zeballos | Roland Garros             | Grand Slam | Tierra batida | SF    |
| 14  | 20 de junio de 2023     | Horacio Zeballos | Halle                     | ATP 500    | Hierba        | OF    |
| 15  | 28 de junio de 2023     | Horacio Zeballos | Mallorca                  | ATP 250    | Hierba        | CF    |
| 16  | 15 de julio de 2023     | Horacio Zeballos | Wimbledon                 | Grand Slam | Hierba        | F     |
| 17  | 12 de agosto de 2023    | Horacio Zeballos | Canadá                    | ATP 1000   | Dura          | SF    |
| 18  | 17 de agosto de 2023    | Horacio Zeballos | Cincinnati                | ATP 1000   | Dura          | R32   |
| 19  | 3 de septiembre de 2023 | Horacio Zeballos | Abierto de Estados Unidos | Grand Slam | Dura          | OF    |
| 20  | 2 de octubre de 2023    | Horacio Zeballos | Pekín                     | ATP 500    | Dura          | CF    |
| 21  | 15 de octubre de 2023   | Horacio Zeballos | Shanghai                  | ATP 1000   | Dura          | G     |
| 22  | 3 de noviembre de 2023  | Horacio Zeballos | París                     | ATP 1000   | Dura          | CF    |
| 23  | 19 de noviembre de 2023 | Horacio Zeballos | Turín                     | ATP Finals | Dura          | F     |

#### 2022
| N.º | Fecha                   | Compañero        | Torneo                    | Categoría  | Superficie    | Ronda |
| --- | ----------------------- | ---------------- | ------------------------- | ---------- | ------------- | ----- |
| 1   | 27 de enero de 2022     | Horacio Zeballos | Abierto de Australia      | Grand Slam | Dura          | SF    |
| 2   | 19 de abril de 2022     | Horacio Zeballos | Río de Janeiro            | ATP 500    | Tierra batida | SF    |
| 3   | 25 de febrero de 2022   | Horacio Zeballos | Acapulco                  | ATP 500    | Dura          | CF    |
| 4   | 14 de marzo de 2022     | Horacio Zeballos | Indian Wells              | ATP 1000   | Dura          | OF    |
| 5   | 29 de marzo de 2022     | Horacio Zeballos | Miami                     | ATP 1000   | Dura          | CF    |
| 6   | 15 de abril de 2022     | Horacio Zeballos | Montecarlo                | ATP 1000   | Tierra batida | CF    |
| 7   | 18 de abril de 2022     | Horacio Zeballos | Barcelona                 | ATP 500    | Tierra batida | OF    |
| 8   | 6 de mayo de 2022       | Horacio Zeballos | Madrid                    | ATP 1000   | Tierra batida | CF    |
| 9   | 2 de junio de 2022      | Horacio Zeballos | Roland Garros             | Grand Slam | Tierra batida | SF    |
| 10  | 19 de junio de 2022     | Horacio Zeballos | Halle                     | ATP 500    | Hierba        | G     |
| 11  | 22 de julio de 2022     | Horacio Zeballos | Hamburgo                  | ATP 500    | Tierra batida | SF    |
| 12  | 13 de agosto de 2022    | Horacio Zeballos | Canadá                    | ATP 1000   | Dura          | CF    |
| 13  | 19 de agosto de 2022    | Horacio Zeballos | Cincinnati                | ATP 1000   | Dura          | CF    |
| 14  | 31 de agosto de 2022    | Horacio Zeballos | Abierto de Estados Unidos | Grand Slam | Dura          | 1R    |
| 15  | 7 de octubre de 2022    | Horacio Zeballos | Astaná                    | ATP 500    | Dura          | SF    |
| 16  | 12 de octubre de 2022   | Horacio Zeballos | Gijón                     | ATP 250    | Dura          | OF    |
| 17  | 25 de octubre de 2022   | Horacio Zeballos | Basilea                   | ATP 500    | Dura          | OF    |
| 18  | 3 de noviembre de 2022  | Horacio Zeballos | París                     | ATP 1000   | Dura          | OF    |
| 19  | 17 de noviembre de 2022 | Horacio Zeballos | Turín                     | ATP Finals | Dura          | FG    |

### Dobles mixtos

#### 2024
| N.º | Fecha               | Compañera     | Torneo | Categoría        | Superficie    | Ronda |
| --- | ------------------- | ------------- | ------ | ---------------- | ------------- | ----- |
| 1   | 29 de julio de 2024 | Sara Sorribes | París  | Juegos Olimpicos | Tierra batida | 1R    |